# Museo Grammatico
Museo, detto Grammatico nei manoscritti (fl. V secolo), è stato uno scrittore e poeta greco antico della metà del V secolo, autore del poemetto, o epillio, Le vicende di Ero e Leandro.

## Biografia
Di Museo non sappiamo nulla. Nella seconda metà dell'Ottocento, però, lo Schwabe, attraverso uno studio approfondito della lingua di Museo, giunse a datarlo alla seconda metà del V secolo o all'inizio del secolo successivo, soprattutto perché sembra influenzato stilisticamente da Nonno di Panopoli. Inoltre, sempre lo Schwabe riscontrò una serie di concordanze tra l'opera di Museo e il Ratto di Elena, di Colluto di Licopoli, vissuto, secondo le fonti, sotto l'imperatore Anastasio (498-518).
Di conseguenza, la formazione e l'opera di Museo vanno collocate al più tardi a metà del VI secolo d.C., nella temperie culturale dell'area tra Alessandria e la Siria.

## Ero e Leandro
Il poemetto, di 343 esametri, ha le caratteristiche formali di un epillio ellenistico, ma il contenuto è chiaramente influenzato dalla tradizione del romanzo. La storia raccontata è quella, tragica, dell'amore tra Ero e Leandro.
Dopo l'invocazione alla Musa e l'esposizione dell'argomento, che ricorda il proemio delle Dionisiache di Nonno (vv. 1-17), Museo presenta i due protagonisti, la giovane Ero di Sesto e Leandro, che abita dall'altro lato dell'Ellesponto, ad Abido (18-85).
Leandro, vista Ero durante una festa, se ne innamora follemente, ricambiato dalla ragazza, sacerdotessa di Afrodite che, dopo alcune resistenze, cede all'amore per il ragazzo con un dialogo ampio e concitato (85-220).
Ero e Leandro decidono di sposarsi in segreto, poiché la giovane è votata alla castità per la sua condizione ed è costretta a vivere in una torre prospiciente il mare per volere dei genitori (221-281).
Ogni notte Leandro attraversa a nuoto lo stretto tra Sesto e Abido, guidato da una fiaccola che Ero agita dalla torre: tuttavia una notte, durante una tempesta, la fiaccola si spegne e Leandro, persa la strada, annega tra le onde in tempesta. All'alba il suo cadavere viene sbattuto dalle onde sul lido sotto la torre ed Ero, disperata dopo una notte insonne, si precipita dalla torre, morendo accanto al suo sposo (282-343).
Il poemetto ebbe molta fortuna in epoca moderna proprio per il fascino della leggenda di amore e morte e l'apparente semplicità dello stile, ispirato alla novellistica ellenistica ed al romanzo d'amore: fu una delle prime opere stampate da Aldo Manuzio e fu tradotto in italiano da Bernardo Tasso.

## Edizioni
- Musaeus, Hero und Leandros, a cura di Arthur Ludwich, mit ausgewählten Varianten und Scholien, Berlin, Walter De Gruyter & Co., 1929.
- Museo, Ero e Leandro, a cura di Enrica Malcovati, edizione critica e traduzione, Milano, Istituto Editoriale Italiano, 1947.
- Musée, Héro et Léandre, a cura di Pierre Orsini, Paris, Les Belles Lettres, 1968.
- Musaeus, Hero et Leander, edidit Henricus Livrea adiuvante Paulo Eleuteri, Leipzig, B. G. Teubner, 1982.